# Kherālu
Kherālu är en ort i Indien.   Den ligger i distriktet Mahesāna och delstaten Gujarat, i den västra delen av landet, 700 km sydväst om huvudstaden New Delhi. Kherālu ligger 179 meter över havet och antalet invånare är 20 755.
Terrängen runt Kherālu är platt. Runt Kherālu är det tätbefolkat, med 266 invånare per kvadratkilometer. Närmaste större samhälle är Vadnagar, 11,2 km söder om Kherālu. Trakten runt Kherālu består till största delen av jordbruksmark.